# Феррейра, Хесус
Хесу́с Дави́д Ферре́йра Ка́стро (англ. и исп. Jesús David Ferreira Castro; 24 декабря 2000, Санта-Марта, Магдалена, Колумбия) — американский и колумбийский футболист, нападающий клуба «Сиэтл Саундерс» и сборной США.

## Биография

### Клубная карьера
Феррейра — воспитанник академии футбольного клуба «Даллас». 17 ноября 2016 года был подписан клубом в качестве доморощенного игрока. Его профессиональный дебют состоялся 3 июня 2017 года в матче против «Реал Солт-Лейк», где, выйдя на замену, он забил свой первый гол в карьере, став в возрасте 16 лет 161 день вторым самым молодым автором гола в истории MLS после Фредди Аду.
8 мая 2018 года Феррейра отправился в аренду в клуб USL «Талса Рафнекс». Дебютировал за «Рафнекс» 9 мая в матче против «Рино 1868», выйдя на замену во втором тайме. 18 августа в матче против «Реал Монаркс» забил свой первый гол в USL. 5 сентября в матче против «Сиэтл Саундерс 2» оформил первый хет-трик в своей карьере, за что был назван игроком недели в USL.
10 декабря 2019 года Феррейра подписал новый четырёхлетний контракт с «Далласом».
18 января 2022 года Феррейра получил статус молодого назначенного игрока, подписав с «Далласом» новый четырёхлетний контракт до конца сезона 2025 с опцией продления на сезон 2026. 19 марта в матче против «Портленд Тимберс» оформил самый быстрый хет-трик в истории «Далласа» за 10 минут, а также отдал голевую передачу, за что был назван игроком недели в MLS. Принял участие в Матче всех звёзд MLS 2022, в котором звёзды MLS встретились со звёздами Лиги MX. По итогам сезона 2022, в котором забил 18 мячей, был признан молодым игроком года в MLS и был включён в символическую сборную MLS, а также был назван лучшим атакующим и молодым игроком «Далласа».
Принял участие в Матче всех звёзд MLS 2023, в котором команда звёзд MLS принимала английский «Арсенал».

### Международная карьера
В 2019 году Феррейра вызывался в тренировочные лагеря сборных США до 20 лет и до 23 лет.
Гражданином США Феррейра стал 16 декабря 2019 года. За сборную США дебютировал 1 февраля 2020 года в товарищеском матче со сборной Коста-Рики, выйдя в стартовом составе. 31 января 2021 года в товарищеском матче со сборной Тринидада и Тобаго забил свои первые голы за сборную США, сделав дубль, а также отдал три голевые передачи, за что был назван игроком матча.
В составе сборной США до 23 лет Феррейра принял участие в Мужском олимпийском квалификационном турнире КОНКАКАФ 2020 в марте 2021 года. Забил гол в матче группового этапа турнира против сборной Коста-Рики до 23 лет 18 марта.
10 июня 2022 года в матче Лиги наций КОНКАКАФ 2022/23 против сборной Гренады оформил покер.
Был включён в состав сборной на чемпионат мира 2022.
Был включён в состав сборной на Золотой кубок КОНКАКАФ 2023. 28 июня в матче второго тура группового этапа турнира против сборной Сент-Китса и Невиса оформил хет-трик.

### Личная информация
Хесус — сын бывшего игрока сборной Колумбии Давида Феррейры.

## Достижения
Индивидуальные
- Молодой игрок года в MLS: 2022
- Член символической сборной MLS: 2022
- Участник Матча всех звёзд MLS: 2022[54], 2023[55]

## Статистика

### Клубная статистика
| Выступление            | Выступление      | Выступление      | Лига | Лига | Плей-офф | Плей-офф | Кубок | Кубок | Континент. | Континент. | Итого | Итого |
| Клуб                   | Лига             | Сезон            | Игры | Голы | Игры     | Голы     | Игры  | Голы  | Игры       | Голы       | Игры  | Голы  |
| ---------------------- | ---------------- | ---------------- | ---- | ---- | -------- | -------- | ----- | ----- | ---------- | ---------- | ----- | ----- |
| Даллас                 | MLS              | 2017             | 1    | 1    | —        | —        | 0     | 0     | —          | —          | 1     | 1     |
| Даллас                 | MLS              | 2018             | 1    | 0    | —        | —        | 0     | 0     | —          | —          | 1     | 0     |
| Даллас                 | MLS              | 2019             | 33   | 8    | 1        | 0        | 2     | 0     | —          | —          | 36    | 8     |
| Даллас                 | MLS              | 2020             | 19   | 1    | 2        | 0        | —     | —     | —          | —          | 21    | 1     |
| Даллас                 | MLS              | 2021             | 27   | 8    | —        | —        | —     | —     | —          | —          | 27    | 8     |
| Даллас                 | MLS              | 2022             | 33   | 18   | 2        | 0        | 2     | 0     | —          | —          | 37    | 18    |
| Даллас                 | MLS              | 2023             | 18   | 10   | —        | —        | 1     | 0     | —          | —          | 19    | 10    |
| Даллас                 | Итого            | Итого            | 132  | 46   | 5        | 0        | 5     | 0     | —          | —          | 142   | 46    |
| Талса Рафнекс (аренда) | USL              | 2018             | 14   | 6    | —        | —        | —     | —     | —          | —          | 14    | 6     |
| Талса Рафнекс (аренда) | Итого            | Итого            | 14   | 6    | —        | —        | —     | —     | —          | —          | 14    | 6     |
| Всего за карьеру       | Всего за карьеру | Всего за карьеру | 146  | 52   | 5        | 0        | 5     | 0     | —          | —          | 156   | 52    |

Источники: Transfermarkt, Soccerway, Footballdatabase.eu.

### Международная статистика
| Команда | Год   | Игры | Голы |
| ------- | ----- | ---- | ---- |
| США     |       |      |      |
| 2020    | 1     | 0    |      |
| 2021    | 4     | 2    |      |
| 2022    | 11    | 5    |      |
| 2023    | 4     | 4    |      |
| Всего   | Всего | 20   | 11   |

Голы за сборную
| №  | Дата           | Место                             | Соперник          | Голы | Результат | Турнир                             |
| -- | -------------- | --------------------------------- | ----------------- | ---- | --------- | ---------------------------------- |
| 1  | 31 января 2021 | Эксплория Стэдиум, Орландо, США   | Тринидад и Тобаго | 2:0  | 7:0       | Товарищеский матч                  |
| 2  | 31 января 2021 | Эксплория Стэдиум, Орландо, США   | Тринидад и Тобаго | 7:0  | 7:0       | Товарищеский матч                  |
| 3  | 27 марта 2022  | Эксплория Стэдиум, Орландо, США   | Панама            | 3:0  | 5:1       | Квалификация чемпионата мира 2022  |
| 4  | 10 июня 2022   | Кью-ту Стэдиум, Остин, США        | Гренада           | 1:0  | 5:0       | Лига A Лиги наций КОНКАКАФ 2022/23 |
| 5  | 10 июня 2022   | Кью-ту Стэдиум, Остин, США        | Гренада           | 2:0  | 5:0       | Лига A Лиги наций КОНКАКАФ 2022/23 |
| 6  | 10 июня 2022   | Кью-ту Стэдиум, Остин, США        | Гренада           | 3:0  | 5:0       | Лига A Лиги наций КОНКАКАФ 2022/23 |
| 7  | 10 июня 2022   | Кью-ту Стэдиум, Остин, США        | Гренада           | 5:0  | 5:0       | Лига A Лиги наций КОНКАКАФ 2022/23 |
| 8  | 19 апреля 2023 | Стейт Фарм Стэдиум, Глендейл, США | Мексика           | 1:1  | 1:1       | Товарищеский матч                  |
| 9  | 28 июня 2023   | Ситипарк, Сент-Луис, США          | Сент-Китс и Невис | 3:0  | 6:0       | Золотой кубок КОНКАКАФ 2023        |
| 10 | 28 июня 2023   | Ситипарк, Сент-Луис, США          | Сент-Китс и Невис | 4:0  | 6:0       | Золотой кубок КОНКАКАФ 2023        |
| 11 | 28 июня 2023   | Ситипарк, Сент-Луис, США          | Сент-Китс и Невис | 5:0  | 6:0       | Золотой кубок КОНКАКАФ 2023        |

Источник: National Football Teams.